# Ewunia
Ewunia là một chi bướm đêm thuộc phân họ Tortricinae của họ Tortricidae.

## Các loài
- Ewunia aureorufa Razowski & Becker, 2002
- Ewunia gemella Razowski & Becker, 2002